# Calamaria gracillima
Espèce
Synonymes
- Typhlocalamus gracillima Günther, 1872

Calamaria gracillima  est une espèce de serpents de la famille des Colubridae.

## Répartition
Cette espèce est endémique du Sarawak en Malaisie.

## Publication originale
- Günther, 1872 : On the reptiles and amphibians of Borneo. Proceedings of the Zoological Society of London, vol. 1872, p. 586-600 (texte intégral).